# 李宗孝
李宗孝（1963年—），中華民國海軍中將，生於高雄市左營區，現居於嘉義縣民雄鄉，畢業於海軍官校74年班，曾因協調潛艦國造案被媒體喻為是「海軍最苦參謀長」的稱號，也曾因與立法委員江啟臣在立法院起口角衝突而惹議，現任欣隆天然瓦斯公司董事長，曾任國防部常務次長、海軍艦指部指揮官、海軍司令部參謀長、參謀本部後勤參謀次長、海軍艦隊指揮部副指揮官、海軍司令部戰訓處處長、前參謀總長林鎮夷上將辦公室主任、海軍一五一艦隊長、海軍西寧艦長等職。2013年1月1日晉升少將，2017年1月1日晉升中將。2023年1月1日退伍。

## 荣誉

### 中华民国勋章奖章
- 四等宝鼎勋章（2019年12月5日于高雄海军一五一舰队政教楼颁授[3]）

## 備註
1. ↑  該年度晉任少將人員除李宗孝外，尚有楊基榮、馮毅、陳立中、陳忠文、楊安、謝明德、郭力升、郭武憲、歐陽力行、董玉文、張玉龍、李榮華、葉國輝、張長安、顧正興、楊嘉智、徐良璞、簡華慶、楊建國、陳煌茂、蕭怡仁、李世強、袁治中、洪光明、鄭榮豐、唐存寬，共27員。此外晉任中將人員計有聞振國、汪旋周、劉守仁、林中偉等4員[1][2]
2. ↑  該年度晉任中將人員除李宗孝外，尚有楊海明、賀政、李廷盛、鄭榮豐、王純雄，共6員。此外晉任少將人員計俞文鎮、龎廣江、黃先任、張宗才、詹國義、洪虎焱、游玉堂、謝其賢、孫序華、溫學聖、林國欽、楊建基、余熙明、鄭貴明、行健華、王國強、張世行、張守珩、張元哲、張大偉、顏有賢、董中興、宋力強、黃文淡、濮寶龍等25員，合計31員。

## 外部連結
| 军职           | 军职                                                | 军职          |
| -------------- | --------------------------------------------------- | ------------- |
| 中華民國國防部 |                                                     |               |
| 前任： 劉志斌  | 海軍艦隊指揮部指揮官 2018年12月1日─                 | 繼任： 高嘉濱 |
| 前任： 梅家樹  | 海軍司令部參謀長 2017年1月1日─2018年11月30日        | 繼任： 敖以智 |
| 前任： 丘樹華  | 海軍艦隊指揮部副指揮官 2016年1月5日──2016年11月31日 | 繼任： 李世強 |